# Rathaus Zeitz

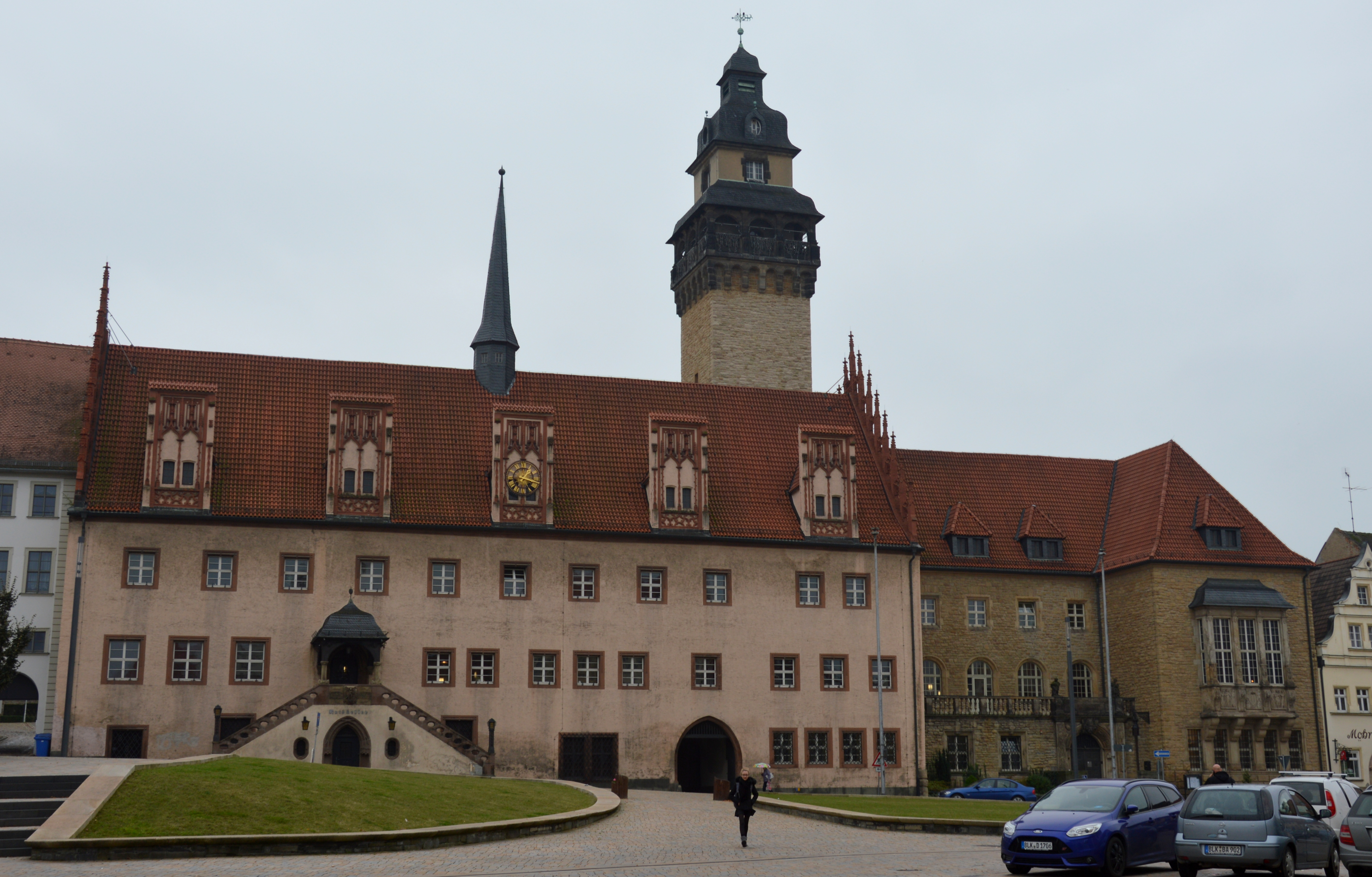
Rathaus Zeitz

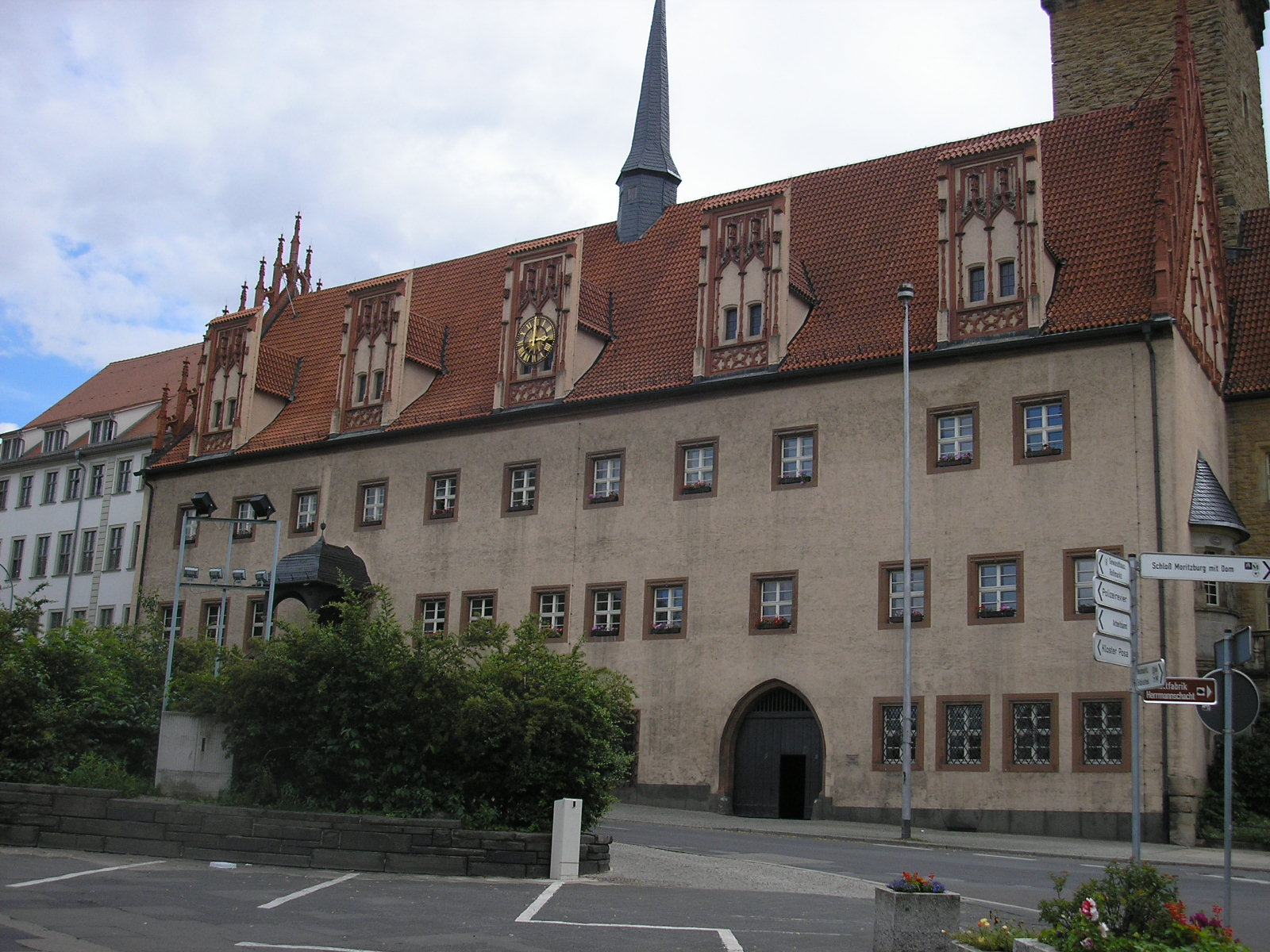
Altbau

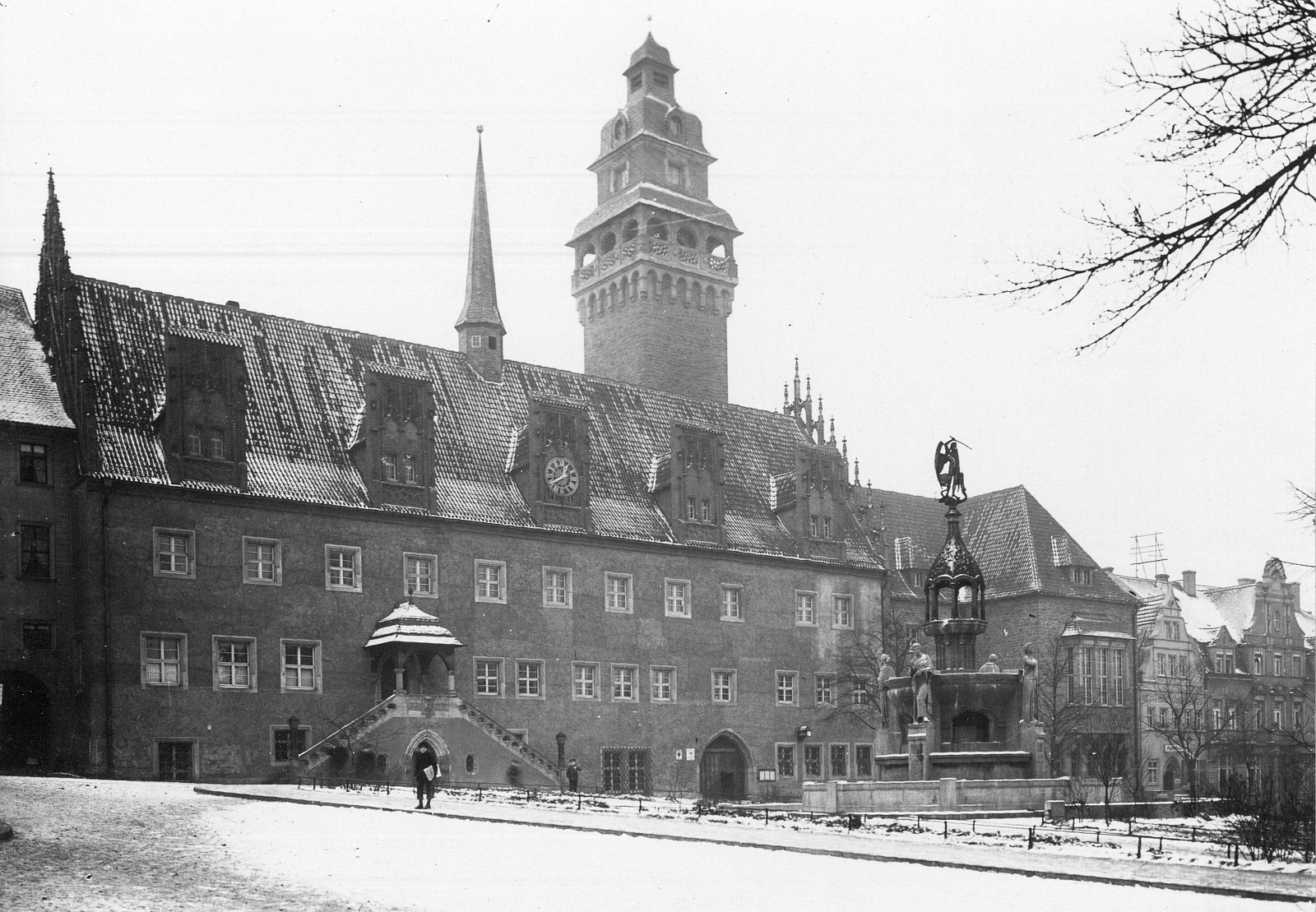
Ansicht um 1925

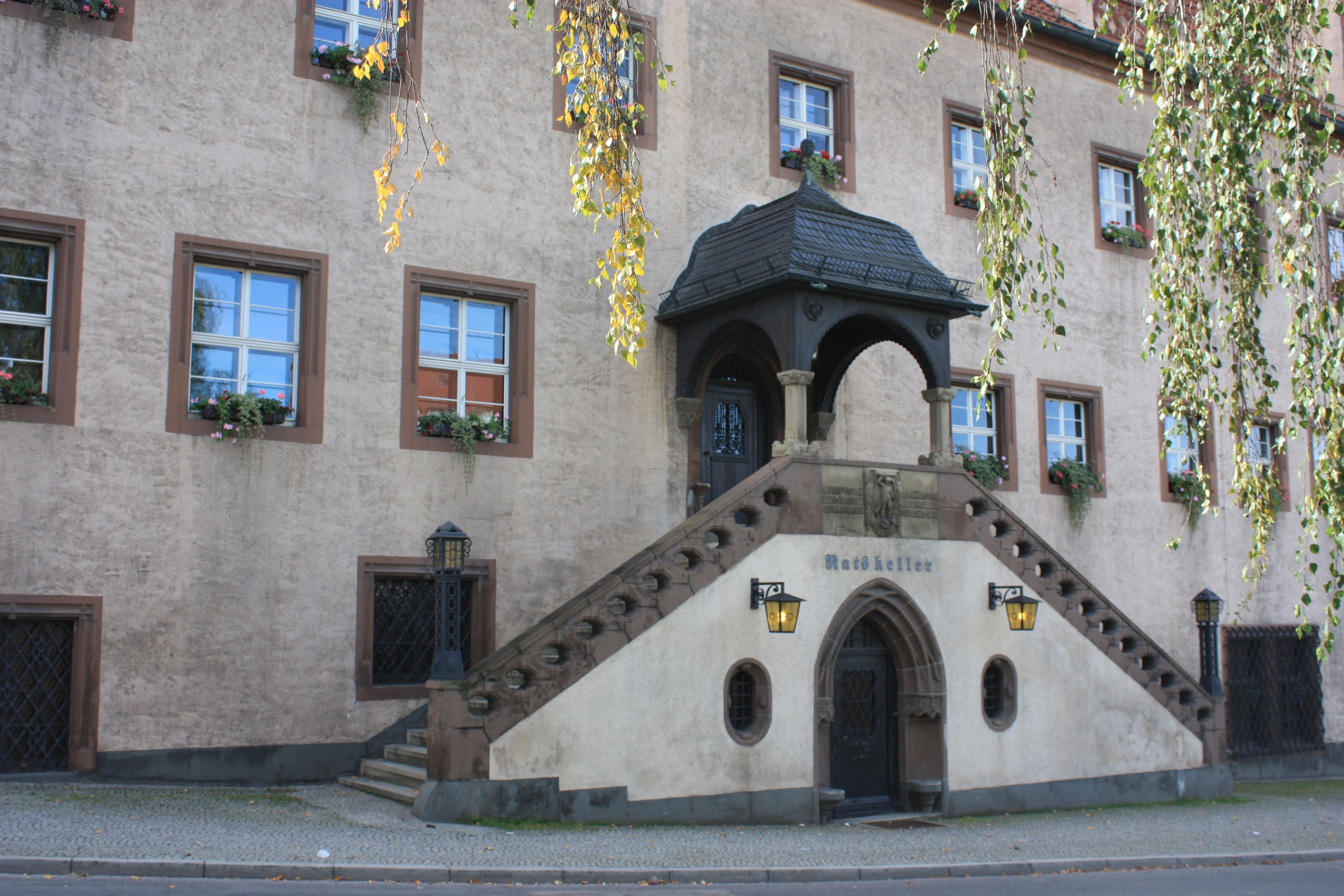
Freitreppe

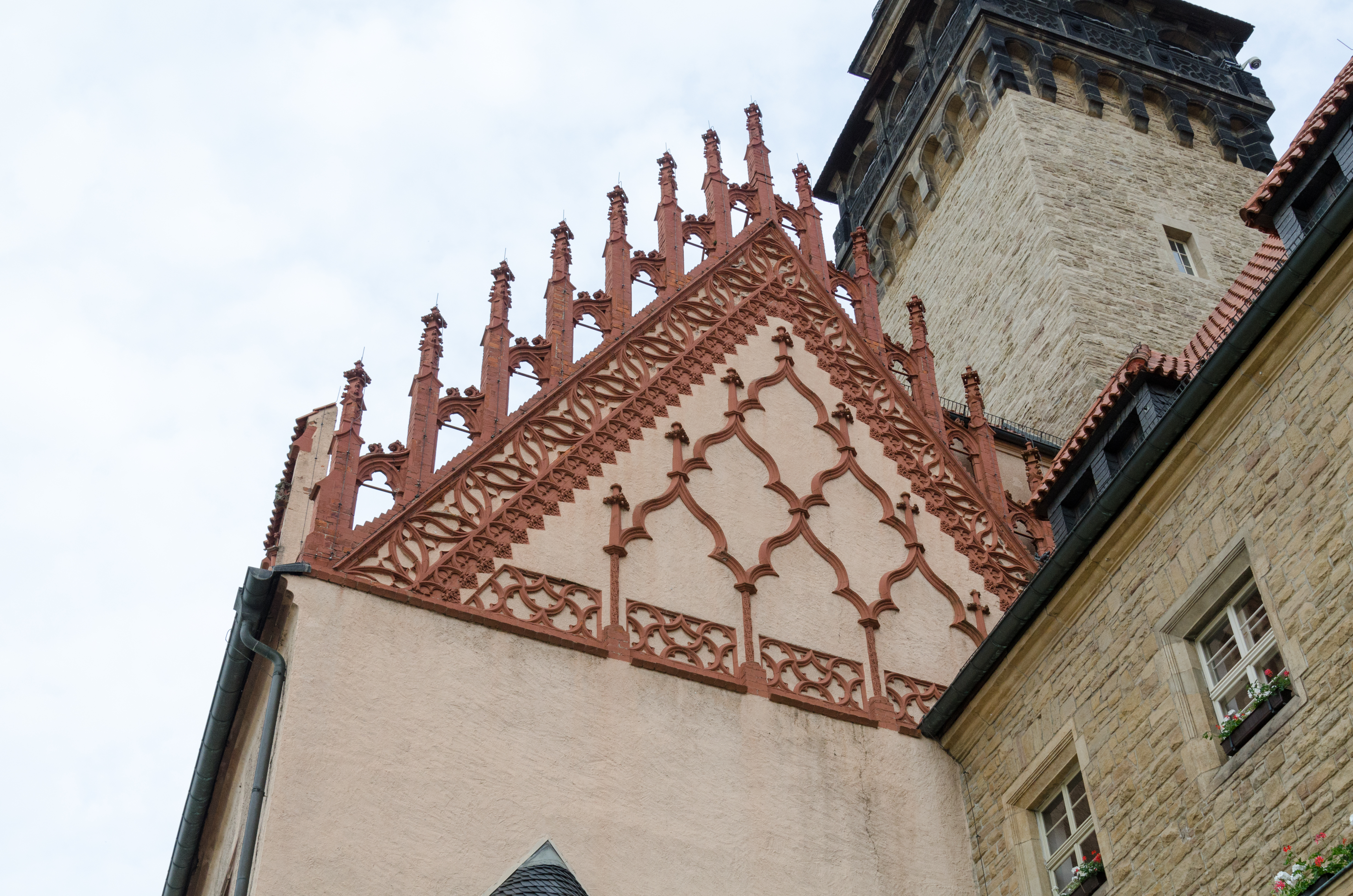
Treppengiebel

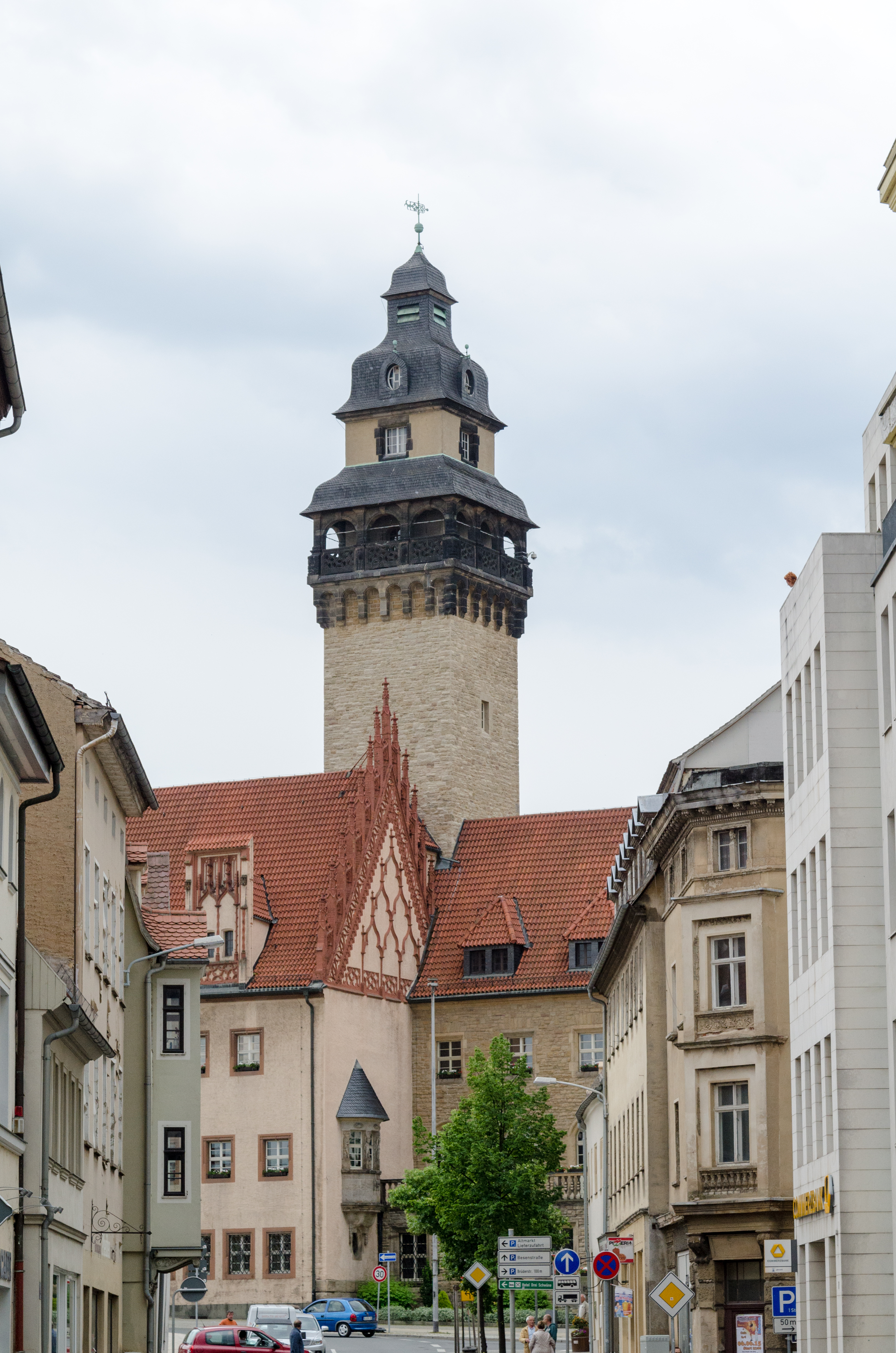
Rathausturm

Das Rathaus Zeitz ist das denkmalgeschützte Rathaus der Stadt Zeitz in Sachsen-Anhalt.

## Lage
Es befindet sich im Stadtzentrum von Zeit an der Adresse Altmarkt 1.

## Architektur und Geschichte
Das Bestehen eines Rathauses in Zeitz ist erst seit dem Jahr 1396 urkundlich belegt, wobei sich das damalige Gebäude vermutlich am Standort des heutigen Gewandhauses zwischen Altmarkt und Roßmarkt befand. Der Heimatforscher Ernst Zergiebel verortete das erste Rathaus im Brühl, dem ältesten Stadtteil von Zeitz. Das heutige Rathaus wurde in den Jahren 1505 bis 1509 erbaut, andere Quellen nennen den Zeitraum von 1504 bis 1509. Am Bau war der Altenburger Sebald Waldstein beteiligt. In den Jahren von 1906 bis 1909 erfolgten Erweiterung und grundlegender Umbau des Hauses. Es wurde ein Hof mit quadratischem Grundriss vierseitig umbaut und ein seitlicher Turm angefügt. Der Entwurf dazu stammte von den Leipziger Architekten Georg Weidenbach und Richard Tschammer. Die Beibehaltung des älteren Baus aus dem 16. Jahrhundert war seinerzeit umstritten.
Zum Markt hin steht der dreigeschossige, spätgotische Bau mit rechteckigem Grundriss. Zum Eingang des verputzten Baus im ersten Obergeschoss führt eine doppelläufige Freitreppe. Auf dem Satteldach sind fünf rechteckige, reich verzierte zum Markt hin ausgerichtete Zwerchhäuser markant. An den Seiten des Hauses stehen hohe Treppengiebel, die mit Fialen bekrönt sind. Sowohl Zwerchhäuser als auch Treppengiebel sind üppig mit Blendmaß-, Stab- und Astwerk verziert. Bei den Treppengiebeln besteht eine auffällige Ähnlichkeit zum Mittelgiebel des 1497–1498 errichteten Breslauer Rathauses, das vermutlich insoweit als Vorbild des Zeitzer Rathauses diente. Zu den Besonderheiten gehört ein spätgotisches Sitznischenportal; die Fenstergewände sind mit Stabwerkprofilen versehen.
Im Gebäudeinneren sind vom ursprünglichen spätgotischen Bau nur noch Reste erhalten. So befindet sich im Ratskeller noch ein vierjochiges, tief herabreichendes Kreuzrippengewölbe. Ein Gurtbogen trägt dort die Inschrift 1505. Zur ehemaligen Ratsstube ist ein Fenster von 1575 vorhanden. Darüber hinaus gibt es auch noch mehrere Stabwerkportale und im ersten Obergeschoss zwei Stuckdecken aus dem Frühbarock. Eine der Stuckdecken stammt nach einer Inschrift aus dem Jahr 1675 und zeigt in einem ovalen Medaillon zwischen Blüten und Früchten eine figürliche Darstellung der vier Erdteile. Die Gestaltung wird Matthias Gottmannshausen zugeschrieben. Die zweite Stuckdecke wurde 1679 von Hans Michael Krippendorf geschaffen. Sie zeigt eine Darstellung von Justitia und Prudentia.
Der Erweiterungsbau vom Anfang des 20. Jahrhunderts zeigt neben dem neobarocken Gesamtcharakter seiner Architektur mit bossierten Sandsteinquadern auch Jugendstilformen. Im Südosten trägt der Bau eine Gaube in neogotischem Stil, deren Gestaltung sich an die Spätgotik anlehnt und die mit einem derben, abgeflachten Blendmaßwerk versehen ist. Der hohe Turm des Hauses wird von einer geschweiften Haube mitsamt Laterne bekrönt. Der Erweiterungsbau ist mit bauplastischen Verzierungen versehen, die 1909 nach Modellen der Leipziger Bildhauer Bruno und Wilhelm Wollstädter ausgeführt wurden.
Oberhalb des repräsentativen Eingangs befindet sich ein Festsaal. Seine Ausmalungen schuf der Dresdner Maler Otto Gußmann, von dem auch die Vorlagen für die Farbverglasungen der Fenster stammen. Ein Prometheus zeigendes Gemälde wurde 1922 vom Maler Ernst Müller-Gräfe geschaffen.
Im örtlichen Denkmalverzeichnis ist das Rathaus unter der Erfassungsnummer 094 85153 als Baudenkmal verzeichnet.